# Saint-Brice-Courcelles
Saint-Brice-Courcelles é uma comuna francesa na região administrativa de Grande Leste, no departamento de Marne. Estende-se por uma área de 4,16 km². Em 2010 a comuna tinha 3 483 habitantes (densidade: 837,3 hab./km²).